# Octobre 1932

## Événements
- 1er octobre : Gyula Gömbös devient Premier ministre de la Hongrie. Il proclame sa préférence corporatiste et invite à forger « l’unité nationale du travail, du capital et du talent intellectuel ». Il présente un plan national de travail en 95 points visant au rassemblement national. Conservateur avec des accents réformistes et populistes, il a l’ambition d’imprimer au gouvernement plus d’activisme pour sortir de la crise.

- 3 octobre : l'Irak adhère à la SDN. C’est le premier membre arabe de l’organisation.

- 6 octobre : naissance de la marque Simca au Salon automobile de Paris.

- 8 octobre : 
  - fondation de l'Action Intégraliste Brésilienne.
  - Création de l'Indian Air Force.

- 17 octobre : premier vol de l'hydravion Loire 43. (Voir 14 janvier 1933)

- 24 octobre : premier vol du trimoteur Bloch MB.120.

- 29 octobre, France : lancement du paquebot Normandie.

## Naissances
- 4 octobre : Étienne Davignon, homme d'affaires belge.
- 5 octobre : Gabriel Piroird, évêque catholique français, évêque de Constantine, Algérie († 3 avril 2019).
- 7 octobre : Paul Nassif Borkhoche, prélat catholique libanais († 4 février 2021).
- 9 octobre : Charlotte Knobloch, femme politique allemande.
- 11 octobre : Julen Kerman Madariaga Agirre, homme politique espagnole († 6 avril 2021).
- 12 octobre : E. Jake Garn, astronaute américain.
- 15 octobre : Daniel Labille, évêque catholique français, évêque émérite de Créteil († 31 décembre 2022).
- 18 octobre : Iona Campagnolo, lieutenante-gouverneure de la Colombie-Britannique († 4 avril 2024).
- 21 octobre : Norbert Kerckhove, coureur cycliste belge († 4 juillet 2006).
- 23 octobre : Yvonne Trubert, fondatrice du mouvement religieux Invitation à la vie.
- 24 octobre : 
  - Pierre-Gilles de Gennes, physicien et prix nobel français († 18 mai 2007).
  - Robert Mundell, économiste canadien († 4 avril 2021).
- 26 octobre : Jacques Pérez, photographe tunisien († 1er juillet 2022).
- 30 octobre : Louis Malle, cinéaste français († 23 novembre 1995).

## Décès
- 26 octobre : Margaret Brown, philanthrope américaine et rescapée du Titanic.
- 27 octobre : Joseph de Joannis, homme d’Église et entomologiste amateur français (° 6 juin 1864).
- 29 octobre :
  - Joseph Babinski, neurologue franco-polonais (° 17 novembre 1857).
  - Rodolphe d'Erlanger, peintre et musicologue britannique (° 7 juin 1872).